# Dynamine gillotti
Dynamine gillotti är en fjärilsart som beskrevs av Hall 1930. Dynamine gillotti ingår i släktet Dynamine och familjen praktfjärilar. Inga underarter finns listade i Catalogue of Life.